# Fet Et Moi
Fet Et Moi er en tysk Techno-producer.